# Чубаров, Яков Игнатьевич
Я́ков Игна́тьевич Чуба́ров (1877, Кулебаки, Нижегородская губерния — 1904, там же) — русский революционер.

## Биография
Родился в 1877 году в селе (ныне город) Кулебаки Ардатовского уезда Нижегородской губернии. Стал членом кулебакской ячейки Российской социал-демократической рабочей партии с момента её создания в 1903 году. Квартира Чубарова использовалась для собраний членов организации и хранения нелегальной литературы. В 1904 году был арестован за антиправительственную деятельность. В том же году скончался в заключении. Похоронен на братском кладбище в Кулебаках.

## Память
Именем Якова Игнатьевича Чубарова названа одна из улиц города Кулебаки.